# Škola princů
Škola princů je český televizní pohádkový film Romana Vávry z roku 2010.

## Děj
Král Vilém (Jiří Lábus) dostane nápad, jak trochu zaplnit královskou pokladnu a vymyslí školu, kde jeho rádcové budou učit prince zeměpisu, střelbě a dalším dovednostem. Na hrad se sjedou princové z okolních království, mezi nimi také Petr (Matouš Ruml), se kterým si jeho otec král Marek (Oldřich Navrátil) neví rady, protože Petr je příliš hodný (dokonce nedávno propustil obviněné loupežníky a pytláka) a v království převládá starost, jak jej bude umět Petr v budoucnu spravovat. S Petrem přijede i jeho pobočník (Pavel Liška). Od ostatních princů sklidí Petr svým chováním posměch, jeho největším sokem se stane Richard (Patrik Děrgel). Petr se na hradě potká s princeznou Lenkou (Sarah Haváčová), která se ale vydává za kořenářku (Petr se před ní zase vydává za svého pobočníka). Princové do školy docházejí jen neradi, a tak král Vilém přijde s tím, že ten, kdo z nich bude nejlepší, bude se moci ucházet o ruku princezny Lenky. Princezna s tím nesouhlasí a s Petrem uteče z hradu. Ostatní princové se je vydají hledat, oni však padnou do rukou lupičů, kterým před časem Petr odpustil. Lupiči za ně chtějí výkupné, takže Petr s Lenkou zjistí svoji pravou totožnost. Díky uspávacím bylinkám, které má Lenka u sebe od staré kořenářky, se jim podaří bandu lupičů přemoci. Potom je však dostihnou ostatní princové a Lenku odvezou zpátky na hrad. Petrovi se nepodaří zabránit jim v tom, protože padne do pytlákovy pasti. Z té se mu také podaří vysvobodit a pak potká svého otce s družinou, kteří mu po požadavku lupičů o výkupné vyjeli na pomoc. Poučený Petr nechá pytláka i lupiče zavřít do vězení a vrátí se na hrad krále Viléma, kde v souboji porazí svého rivala Richarda a úspěšně absolvuje ve škole princů. Začne se chystat jeho svatba s Lenkou.

## Obsazení
| Jiří Lábus        | král Vilém      |
| Sarah Haváčová    | princezna Lenka |
| Matouš Ruml       | princ Petr      |
| Pavel Liška       | pobočník        |
| Petr Čtvrtníček   | rádce           |
| Jiří Fero Burda   | pokladník       |
| Robert Nebřenský  | knihovník       |
| Oldřich Navrátil  | král Marek      |
| Zdena Hadrbolcová | kořenářka       |
| Jiří Maryško      | ospalý princ    |
| Šimon Krupa       | zamračený princ |
| Patrik Děrgel     | Richard         |
| Radomil Uhlíř     | Bambula         |
| Pavel Taussig     | soudce          |
| Radek Žák         | učitel šermu    |
| Tomáš Masopust    | hlavní strážný  |
| Jindřich Hinke    | zahradník       |
| Jan Kuželka       | kuchař          |
| Zdeněk Suchý      | lupič           |
| Jiří Ployhar      | pytlák          |
| Michael Hofbauer  | lapka           |
| Roman Chlup       | lapka           |
| Miroslav Slodičák | loupežník       |
| Martin Ledvina    | loupežník       |
| Ondřej Vocilka    | loupežník       |
| Marek Fryčák      | loupežník       |
| Lukáš Dostál      | vesničan        |

## Výroba
Scénář vznikal tři roky. Film se natáčel na Křivoklátě.

## Recenze
- Mirka Spáčilová, iDNES.cz 27. prosince 2010
- Jaroslav Sedláček, Kinobox.cz 27. prosince 2010   Archivováno 30. 12. 2010 na Wayback Machine.